# Croatia Open Umag 2016 - Qualificazioni singolare
Le qualificazioni del singolare del Croatia Open Umag 2016 sono state un torneo di tennis preliminare per accedere alla fase finale della manifestazione. I vincitori dell'ultimo turno sono entrati di diritto nel tabellone principale. In caso di ritiro di uno o più giocatori aventi diritto a questi sono subentrati i lucky loser, ossia i giocatori che hanno perso nell'ultimo turno ma che avevano una classifica più alta rispetto agli altri partecipanti che avevano comunque perso nel turno finale.

## Teste di serie
1. Enrique López-Pérez (qualificato)
2. André Ghem (qualificato)
3. Axel Michon (ultimo turno)
4. Antal van der Duim (primo turno, ritirato)

1. Oriol Roca Batalla (primo turno)
2. Marek Michalička (primo turno)
3. Michal Konečný (ultimo turno)
4. Juan Pablo Paz (ultimo turno)

## Qualificati
1. Enrique López-Pérez
2. André Ghem

1. Michael Linzer
2. Nikola Ćaćić

## Tabellone

### Legenda
| - Q = Qualificato - WC = Wild card - LL = Lucky loser | - ALT = Alternate - SE = Special Exempt - PR = Protected Ranking | - w/o = Walkover - r = Ritirato - d = Squalificato |

### Sezione 1
|  | Primo turno | Primo turno     | Primo turno     | Primo turno | Primo turno |  |  | Ultimo turno | Ultimo turno        | Ultimo turno        | Ultimo turno | Ultimo turno |  |
|  |             |                 |                 |             |             |  |  |              |                     |                     |              |              |  |
|  |             |                 |                 |             |             |  |  |              |                     |                     |              |              |  |
|  |             |                 |                 |             |             |  |  | 1            | Enrique López-Pérez | Enrique López-Pérez | 7            | 6            |  |
|  |             | Danilo Petrović | Danilo Petrović | 0           | 65          |  |  | 8            | Juan Pablo Paz      | Juan Pablo Paz      | 5            | 4            |  |
|  | 8           | Juan Pablo Paz  | Juan Pablo Paz  | 6           | 7           |  |  |              |                     |                     |              |              |  |

### Sezione 2
|  | Primo turno | Primo turno       | Primo turno       | Primo turno | Primo turno |  |  | Ultimo turno | Ultimo turno      | Ultimo turno | Ultimo turno | Ultimo turno |  |
|  |             |                   |                   |             |             |  |  |              |                   |              |              |              |  |
|  |             |                   |                   |             |             |  |  |              |                   |              |              |              |  |
|  |             |                   |                   |             |             |  |  | 2            | André Ghem        | 2            | 6            | 6            |  |
|  | WC          | Kristijan Mesaroš | Kristijan Mesaroš | 6           | 6           |  |  | WC           | Kristijan Mesaroš | 6            | 3            | 1            |  |
|  | 6           | Marek Michalička  | Marek Michalička  | 1           | 2           |  |  |              |                   |              |              |              |  |

### Sezione 3
|  | Primo turno | Primo turno        | Primo turno | Primo turno | Primo turno |  |  | Ultimo turno | Ultimo turno   | Ultimo turno   | Ultimo turno | Ultimo turno |  |
|  |             |                    |             |             |             |  |  |              |                |                |              |              |  |
|  | 3           | Axel Michon        | 7           | 4           | 6           |  |  |              |                |                |              |              |  |
|  |             | Ante Pavić         | 62          | 6           | 3           |  |  | 3            | Axel Michon    | Axel Michon    | 2            | 4            |  |
|  |             | Michael Linzer     | 6           | 4           | 6           |  |  |              | Michael Linzer | Michael Linzer | 6            | 6            |  |
|  | 5           | Oriol Roca Batalla | 3           | 6           | 1           |  |  |              |                |                |              |              |  |

### Sezione 4
|  | Primo turno | Primo turno        | Primo turno        | Primo turno | Primo turno |  |  | Ultimo turno | Ultimo turno   | Ultimo turno   | Ultimo turno | Ultimo turno |  |
|  |             |                    |                    |             |             |  |  |              |                |                |              |              |  |
|  | 4           | Antal van der Duim | Antal van der Duim | 1           | r           |  |  |              |                |                |              |              |  |
|  |             | Nikola Ćaćić       | Nikola Ćaćić       | 4           |             |  |  |              | Nikola Ćaćić   | Nikola Ćaćić   | 6            | 6            |  |
|  | WC          | Roko Savin         | Roko Savin         | 65          | 5           |  |  | 7            | Michal Konečný | Michal Konečný | 3            | 2            |  |
|  | 7           | Michal Konečný     | Michal Konečný     | 7           | 7           |  |  |              |                |                |              |              |  |